# Fusion (canal de televisão)
Fusion é um canal de televisão de notícias e sátira por satélite e por cabo hispânico de propriedade da Fusion Media Network, LLC, uma empresa de mídia multiplataforma americana de propriedade da Univision Communications, que depende, em parte, dos recursos de de sua empresa-mãe, a Noticias Univision. Além do sistema convencional de distribuição de televisão, a Fusion também é transmitida online e em plataformas móveis para os assinantes de provedores de cabo e satélite participantes.
Lançada em 28 de outubro de 2013, o conteúdo da rede destaca notícias, estilo de vida, cultura pop, sátira e entretenimento que é destina para millennials falantes de inglês, incluindo os de uma temática hispânica; o canal é o primeiro grande impulso para o a programação em língua inglesa da Univision. A Fusion é baseada fora de "NewsPort", em seus estúdios instalados em 8551 NW 30th Terrace em Miami, subúrbio de Doral, Flórida, que o canal divide com a Noticias Univision e a WLTV-DT, cabeça de rede da Univision; o canal mantém estúdios adicionais em Los Angeles, e escritórios na Cidade do México, Nova Iorque e em Washington, D.C.

## Antecedentes
Além de ser a primeira tentativa da Univision Communications no mundo de língua redes de cabo em ingles, antes da El Rey Network, a Fusion é terceira tentativa da ABC News no mundo das 24 horas de notícias a cabo. Em 1982, a ABC News e o Group W lançaram um canal de noticias 24 horas chamado de Satellite News Channel. Mas devido à baixa penetração nos sistemas de televisão a cabo, ambas as empresas venderem o canal depois de pouco mais de um ano no ar para a CNN (uma subsidiária da Turner Broadcasting System, que está atualmente sob o controle da Time Warner desde 1996), que o tirou do ar. 22 anos mais tarde, depois que, em 2004, da ABC News lançou a ABC News Now, que se deparou com o mesmo problema.

## História
Em dezembro de 2010, o recém-nomeado presidente da Noticias Univision, Isaac Lee, anunciou planos para iniciar um canal de televisão a cabo de notícias 24 horas que visa hispano-americanos. A Univision Communications iria, mais tarde, no final de 2011, discutir com a ABC News, subsidiaria da The Walt Disney Company, sobre a entrada em uma joint venture para desenvolver o canal. As discussões, produziram frutos com as empresas de comunicação formal do canal em 8 de maio de 2012, inicialmente, a projeção de estreia durante o primeiro semestre de 2013 (o canal deve ser dado o seu nome, Fusion, em fevereiro de 2013). Em 4 de outubro de 2013, a empresa anunciou que tinha dado o nome de Isaque Lee como Diretor Executivo para substituir o CEO provisório Beau Ferrari.
A data formal de lançamento da Fusion e a sua programação inicial foi anunciada no dia 1 de agosto de 2013. O canal foi lançado oficialmente no dia 28 de outubro de 2013, impulsionado no início do dia por uma transmissão do Good Morning America da ABC e o ¡Despierta América! da Univision, desenvolvida para promover o lançamento e a programação da Fusion. Apos ter conduzido um número musical durante três minutos as 18:57 (horário do leste) no dia 28 de outubro de 2013, a Fusion começou a sua programação regular com a estreia do America with Jorge Ramos.
O público-alvo da Fusion é composto principalmente de millennials (aproximadamente a faixa etária dos adultos de 18 a 34 anos), um grupo geralmente considerado digitalmente fluente e normalmente preferem mídias sociais e fontes de internet para obter notícias e ter base de opiniões, geralmente evitando fontes de transmissão e de impressão tradicionais. Para esse fim, a Fusion fez mudanças na sua programação dando menos destaque para a constante cobertura de notícias de última hora, em vez disso enfatizando o contexto e a análise de notícias e de questões, juntamente com entrevistas, documentários e relatórios de forma longa sobre os acontecimentos atuais, estilo de vida e cultura pop. A Fusion também emprega um ar de mistura de assuntos sérios e discussões que, mais frequentemente do que não, misturados com irreverência e humor (uma "linguagem comum" entre os millennials, de acordo com a apresentadora Alicia Menendez), que visa reduzir o ar de seriedade com o qual os outros meios de comunicação tratam de temas atuais e assuntos. A "fusão" (fusion em inglês) de seriedade e descontraçãoo tem sido evidente no horário nobre da programação da Fusion: America with Jorge Ramos, em sua primeira semana sozinho, teve uma abordagem mais convencional, com entrevistas com o presidente Barack Obama e o senador Ted Cruz, enquanto Alicia Menendez Tonight tem destaque mais pessoal e menos temas sérios, e programas incluindo o No, You Shut Up se aventuraram em direção a irreverência e até mesmo uma sátira.
A Fusion foi criada originalmente para atrair principalmente um público mais jovem de um falantes de inglês e com um pano de fundo hispânico e latino americano; cerca de um quinto dos millennials são classificados como sendo de ascendência Latina e têm sido geralmente bem familiarizados com a sociedade da língua inglesa nos Estados Unidos, como emigrantes ou como cidadãos dos norte-americanos por nascimento. Depois de receber alguma reação durante o desenvolvimento sobre as preocupações de que o excesso de foco foi colocado sobre a etnicidade, a Fusion seria alargar o seu âmbito de aplicação, durante o seu desenvolvimento, com o objetivo de "se envolver e campeão de um jovem, diversificada e inclusiva América", independentemente da cultura ou idioma de fundo. Isaac Lee, que é CEO da Fusion, além de presidente de jornalismo da Univision, afirmou que os millennials hispânicos veem a si mesmos como parte da ampla cultura americana e que "eles querem ser parte de uma mesma sala e parte da mesma conversa de" como não-Hispânicos.
A Fusion opera a partir de um antigo armazém, em Doral, Flórida, que é compartilhada com a Noticias Univision. Além disso, alguns recursos são também compartilhados com a ABC News e a Noticias Univision (como a entrevista do presidente Obama mencionada acima, realizada pelo correspondente da ABC News Jim Ávila, é um exemplo disso). Entretanto, a rede opera separadamente das divisões de jornalismo da ABC e Univision, empregando o seu próprio talento no ar, de correspondentes, de gestão, equipe de produção e conselho de administração. A Univision lida com responsabilidades de programação para a Fusion, enquanto a Disney-ABC Television Group oferece vendas de publicidade e lida por satélite e cabo de distribuição para o canal. O presidente da ABC News, Ben Sherwood, observou que embora o canal irá, eventualmente, contará com toda a programação original, conteúdo reaproveitado da ABC News e conteúdo da Univision vai ao ar no canal durante intervalos de tempo no final da noite, juntamente com a programação paga (que desde então deixou a programação completamente).
Em dezembro de 2015, foi relatado que a Disney estava em negociações para vender a sua participação na Fusion para a Univision. A venda foi concluída em 21 de abril de 2016.

## Programação
A programação inicial da Fusion inclui os programas destinados a um público mais jovem do que a maioria das notícias a cabo mostra atrair, muitos dos quais apresentam animada, irreverente abordagem a rede pretende fazer com a sua marca. A rede tem adicionado novos shows e fez ajustes desde o seu lançamento, e carrega a seguir mostra a partir de novembro de 2015:
| Programa                            | Notas |
| ----------------------------------- | --- |
| No, You Shut Up!                    | Uma combinação de 25 minutos de discussão tópica e comédia. Produção executiva do ex-roteirista/produtor do Daily ShowDavid Javerbaum e criado pela The Jim Henson Company (através de sua bandeira Henson Alternativ), o programa é estrelado por Paul F. Tompkinse e um painel de comentadores fantoches (interpletado por Miskreant Puppets de Puppet Up!). The first two seasons ran for 15-minutes. |
| America with Jorge Ramos            | Relatórios, análises, entrevistas e discussões sobre tópicos de notícias significativas apresentado pela âncora do Noticiero Univision. Originalmente um noticiário diário no lançamento do Fusion, America mudou-se parcelas de uma vez por semana março 2014, permitindo que o programa de Ramos fizesse relatórios de campo e outras características de formato longo.                                |
| Rude Tube                           | Programa de televisão britânico que cobre vídeos online humorísticas apresentadas pelo comediante inglês Alex Zane. |
| Back Home                           | Um programa em estilo documentário semanal que segue convidados famosos que fazem viagens para o país de sua família de origem. |
| Strange Medicine                    | Um programa de notícias médicas hospedado pelo Dr. Juan Rivera, correspondente médico chefe da Univision que treinou na prestigiosa Johns Hopkins Hospital. |
| The Cannabusiness Report            | Programa olhando para os negócios, fatos e cultura da maconha legalizada. |
| The Soccer Gods                     | Um programa semanal que oferece "uma, cheia de nuances, perspectiva norte-americana irreverente" no esporte do futebol e da pompa e da paixão que o rodeia. |
| Drug Wars                           | Um olhar sobre a aplicação da lei o tráfico de combate às drogas elite. |
| Naked Truth                         | Série de investigação que caracterizam temas diferentes por episódio com Fusão correspondente Natasha Del Toro. |
| The Dan Le Batard Show with Stugotz | Uma transmissão simultânea do programa da ESPN Radio. |
| Fusion Investigates                 | O nome para a programação investigativa da Fusion e programação narrativa e da equipe dedicada a ele, enfatizando "histórias que terão um impacto", e temas como a economia, a imigração, a injustiça e corrupção que caracterizam Mariana van Zeller. |
| The Chris Gethard Show              | Um programa de variedades cômico apresentado por Chris Gethard. |
| DocuMental                          | |
| Like, Share, Die                    | An animated sketch series created alongside Mondo Media, featuring new episodes of their online web shows. |
| Unreported World                    | Um programa do Reino Unido importado do Channel 4. |

### Programas anteriores
- Come Here & Say That –  (anteriormente Alicia Menendez Tonight) Debates e comentários sobre o cotidiano problemas com o ex-apresentadora do HuffPost Live  Alicia Menendez
- D.N.A. – Programa interativo com duração de uma hora focado em questões sociais apresentado por Derrick Ashong
- Sports Talkers – Um programa de meia-hora apresentado por Rebecca Delgado Smith, Billy Scafuri e Adam Lustick, que combina elementos de esportes falar rádio e a comédia de improvisação
- Open Source – Um show apresentado por KMEX-DT âncora de notícias León Krauze, que abrange "uma mistura de política, cultura pop e realmente coisas estranhas."[26] assim como com a América com Jorge Ramos, Open Source começou como um programa noturno, antes de mudar para o semanal parcelas em Março de 2014.[24]
- Fusion Live - 1-horas diárias de programa oferecido pelo Mariana Atencio, Pedro Andrade, e Yannis Pappas, que é o que Atencio descreve como "NPR atende O Daily Show,"[10] a apresentação de notícias, debates, entrevistas e apresentações ao vivo de um informativo ainda nervoso maneira. Originalmente a 2 horas de almoço televisão mostrar a Fusão do lançamento (quando ele passou pelo título The Morning Show), o programa mudou-se para um final de tarde/início da noite de cabeceira em Março de 2014, como parte de uma grande agenda de ajuste por Fusão.[24]
- Good Morning Today – Também produzido por David Javerbaum e Henson Alternativa, este 15 minutos de show falsifica convencional pequeno-almoço televisão de programação, com o estabelecimento de uma manhã de notícias de slides em um universo alternativo povoado por live-action e personalidades animados em computador âncoras. O show é filmado com o uso da Jim Henson Company da Marioneta Digital Studio, uma tecnologia proprietária que permite que os artistas fisicamente marionetista e voz gerada por computador personagens em tempo real.

## Pessoas-chave

### Liderança executiva
- Isaac Lee – Diretor Executivo
- Jon Stern – VP e Chefe de Desenvolvimento de Negócios

### Principais contrações
Para seu aniversário de um ano, uma série de alto-perfil contrata digital-nativo jornalistas criou grandes expectativas para o jovem empresa de mídia. David Folkenflik, da NPR, chamou a Fusion de "uma das mais interessantes experiências que temos visto na televisão (...) desde o surgimento do Fox News Channel".
- Jane Spencer - Editor-Chefe, Plataformas Digitais[29]
- Anna Holmes - Editora, Vozes Digitais[30]
- Felix Salmon - Editor Sênior, Digital[31]
- Mariana Santos - Diretora, Contador de Histórias Inovadoras[32]
- Tim Pool - Diretor de Inovação de Mídia[33]

## Transmissão e distribuição de conteúdo
Na época em que a Disney-ABC e a Univision anunciaram o nome do canal – Fusion – em 11 de fevereiro de 2013, o canal já tinha assinado acordos de carregamento com as principais operadoras de televisão por assinatura, incluindo a Verizon, a Cablevision, a Charter Communications, a Cox Communications, a AT&T U-verse e o Google Fiber. A Fusion substituiu a ABC News Now na maioria dos sistemas de televisão a cabo; a rede deixou de operar em 28 de outubro de 2013, data da estreia da Fusion.
O canal é carregado principalmente nos pacotes básicos digitais das operadoras participantes, e estreou a um alcance de cerca de 20 milhões de casas, um quinto do total domicílios com serviços de televisão por assinatura dos EUA. A Fusion atualmente procura ser carregado em operadoras adicionais, com ofertas pendentes ou ainda não chegou em operadoras importantes, incluindo a Comcast e a Time Warner Cable. O canal foi adicionado ao line-up da Dish Network, após um novo acordo de carregamento que foi alcançado entre a Dish e a Disney. Atualmente o canal na Dish Network vai ao ar apenas em definição padrão (SD). Na semana de 22 de setembro de 2014, a Fusion foi colocado em modo de teste no canal 342 da DirecTV, em preparação para o lançamento da transportadora, juntamente com o canal irmão Longhorn Network. Em 13 de novembro de 2014, a Longhorn Network e a Fusion foram removidas do modo de teste, pois a DirecTV e a Disney/ESPN não conseguiriam chega a um acordo de carregamento na época. Em 23 de dezembro de 2014, a DirecTV anunciou um amplo acordo de distribuição com a Disney para carregar a Fusion no início de 2015.O canal foi ao ar em 21 de janeiro de 2015. O objetivo da Fusion, de acordo com o membro do órgão de administração e presidente da ABC News, Ben Sherwood, é chegar a 60 milhões de casas dentro de cinco anos da sua estreia.
Além de sua presença no ar, a Fusion posta quase todo o seu conteúdo on-line através do seu site Fusion.net e está disponível via on demand na Apple TV. A rede também pretende ter uma aplicativo móvel para uso em smartphones e tablets.